# Lipianki (województwo mazowieckie)
Lipianki – wieś sołecka w Polsce położona w województwie mazowieckim, w powiecie płockim, w gminie Nowy Duninów.
| SIMC    | Nazwa            | Rodzaj    |
| ------- | ---------------- | --------- |
| 1060056 | Lipianki-Gajówka | część wsi |

W latach 1954–1959 wieś należała i była siedzibą władz gromady Lipianki, po jej zniesieniu w gromadzie Duninów Nowy. W latach 1975–1998 miejscowość administracyjnie należała do województwa płockiego.
We wsi działa stowarzyszenie „Nasze Lipianki”.

## Historia wsi
Podczas II wojny światowej, jesienią 1944, ze wsi Lipianki zostały wysiedlone i deportowane w głąb III Rzeszy osoby, które udzielały pomocy partyzantom ukrywającym się w tym regionie. W hołdzie pomordowanym został zbudowany pomnik. Inskrypcja na pomniku głosi: „W hołdzie mieszkańcom wsi Lipianki, ofiarom represji reżimu hitlerowskich Niemiec, którzy za pomoc partyzantom z okolicznych lasów jesienią 1944 r. zostali wysiedleni i deportowani w głąb Rzeszy. Szczególnie pamięci tych, którzy tę pomoc okupili daniną własnego życia”.